# 6200 Хатінохе
6200 Хатінохе (6200 Hachinohe) — астероїд головного поясу, відкритий 16 квітня 1993 року.
Тіссеранів параметр щодо Юпітера — 3,587.